# Barry Domvile
Barry Domvile (5 settembre 1878 – 13 agosto 1971) è stato un ammiraglio britannico.

## Biografia
Fu uno straordinario personaggio che fondò l'associazione Link e il periodico Anglo-German Review che sostenevano la necessità di incoraggiare la mutua conoscenza e la comprensione tra il popolo britannico e quello tedesco, sconfiggendo così le trame di una ipotetica potenza denominata Judmas, di ispirazione ebreo-massonica.
Nel 1939, alla vigilia della seconda guerra mondiale, il governo decise di sospendere la pubblicazione della rivista e di vietare l'associazione Link. Per calmare l'esagitato Domvile si dovette ricorrere ad una particolare disposizione legislativa, la Regulation 18 B, che autorizzava l'internamento delle persone le cui azioni potevano creare problemi alla sicurezza nazionale. Domvile e la moglie furono liberati dalla prigione di Brixton solo nel 1943, quando furono giudicati non più pericolosi.